# Eucalyptus cunninghamii
Eucalyptus cunninghamii là một loài thực vật có hoa trong Họ Đào kim nương. Loài này được Sweet mô tả khoa học đầu tiên năm 1830.

## Hình ảnh

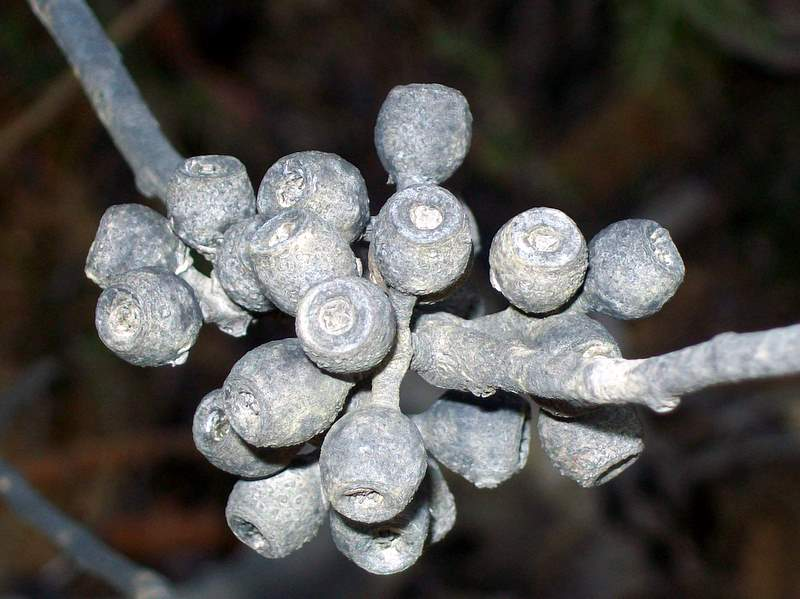
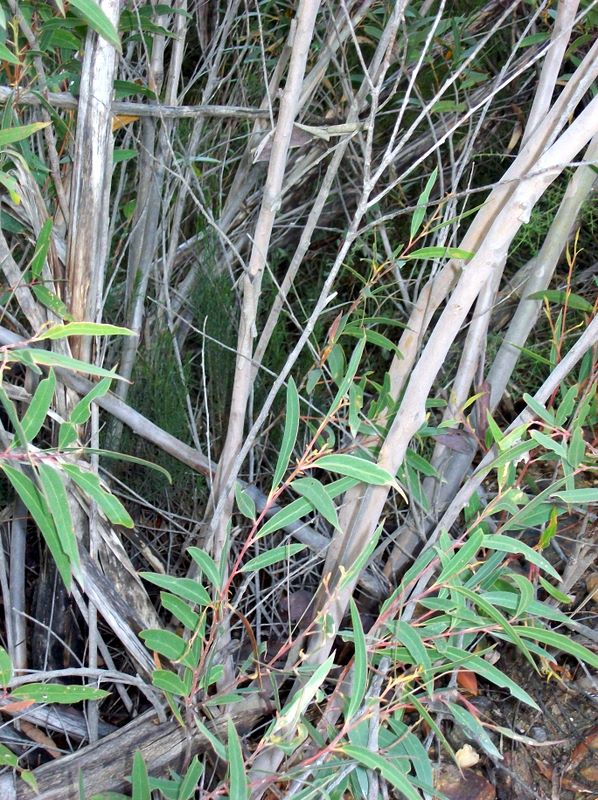